# Renée Rops
Renée Rops (Luik, 1887 – New York, 1973) was een Belgisch kunstschilderes gespecialiseerd in stillevens met bloemen.
Ze was een nicht van de kunstschilder en graficus Félicien Rops.
Renée Rops werkte in Namen waar ze woonde aan de rue Bosret 17 (adres 1907). Ze schilderde er vrijwel uitsluitend bloemstukken en exposeerde in Namen met de groep “Le Progrès”. Haar benadering was zeer traditioneel. 
In 1907 nam ze deel aan het Salon van “Ostende Centre d’Art" in het Casino-Kursaal Oostende  met “Orchideeën” en “Aronskelken en geraniums”.
Ze was gehuwd met Gabriel Jadot, een hoge functionaris. Ze hadden een dochter Lucie Jadot (Namen, 2 mei 1908 – New York, 1994) die huwde met een Iraanse prins Ali Shirazi Parvas. Zo kwam Lucie Shirazi (en later ook Renée Rops) in de Amerikaanse beau monde terecht. Ze had een residentie in Park Avenue in New York, en in Ridgefield (Connecticut).

## Musea
- Long Island City, NY : Jadot-Rops Foundation